# الاستيلاء على الفرورية
الاستيلاء على الفرورية حدث في عام 862 من خلال حملة عسكرية شنتها الخلافة العباسية ضد الإمبراطورية البيزنطية (الروم). وقد خُطط لهذه العملية في عهد الخلافة القصيرة للمنتصر (حكم 861-862)، وكان يقودها القائد التركي وصيف، وكانت تهدف إلى ضرب المواقع الدفاعية البيزنطية في جنوب الأناضول. كان من المقرر في الأصل أن تكون هذه الحملة عملية كبرى تستغرق عدة سنوات، ولكنها توقفت في أعقاب وفاة المنتصر، ولم تحقق سوى نجاح طفيف مع الاستيلاء على قلعة الفرورية.

## الخلفية
تولى المنتصر الخلافة في 11 كانون الأول 861، بعد اغتيال والده المتوكل على يد أفراد من حرسه التركي. ورغم الاشتباه بتورطه في مؤامرة قتل المتوكل، إلا أنه تمكن سريعًا من السيطرة على الأمور في العاصمة سامراء، وحصل على قسم الولاء من كبار رجال الدولة. لقد خدم صعود المنتصر المفاجئ إلى الخلافة العديد من المقربين منه، الذين حصلوا على مناصب عليا في الحكومة بعد صعوده. وكان من بين هؤلاء سكرتيره (الكاتب أو الحاجب) أحمد بن الخصيب، الذي أصبح وزيرًا، ووصيف، وهو قائد تركي كبير كان من المرجح أنه متورط بشكل كبير في اغتيال المتوكل.
وبعد فترة وجيزة من تأمين منصبه كخليفة، قرر المنتصر إرسال جيش ضد البيزنطيين. يقول المؤرخ الطبري إن أحمد بن الخصيب هو الذي دفع إلى اتخاذ هذا القرار، إذ كان الوزير قد اختلف مع وصيف مؤخرًا، فسعى إلى إيجاد ذريعة لإخراجه من العاصمة. وفي نهاية المطاف قرر أحمد أن أفضل طريقة لتحقيق ذلك هي وضعه على رأس حملة عسكرية؛ وقد تمكن من إقناع الخليفة بالموافقة على الخطة، وأمر المنتصر وصيف بالتوجه إلى الحدود البيزنطية (الثغور).

## التخطيط والتحضيرات
وبغض النظر عن دوافع الحملة، يبدو أن وصيف لم يكن لديه أي اعتراض على مهمته، وسرعان ما بدأت الاستعدادات للعملية. على الرغم من أن الغارات الصيفية السنوية التقليدية (الصوافي) ضد الإمبراطورية البيزنطية كانت مستمرة من قادة الحدود المحليين مثل علي بن يحيى الأرمني وعمر بن عبد الله الأقطع في عهد المتوكل، إلا أن هذه كانت أول حملة واسعة النطاق منذ عدة سنوات تخطط الحكومة المركزية لإرسالها ضد البيزنطيين، وكان الخليفة مستعدًّا لوضع قدر كبير من الموارد في هذه المغامرة.
| الاستيلاء على الفرورية                                      | يرغب [الخليفة] في التقرب إلى الله بالجهاد في سبيله ضد أعدائه، والقيام بالواجبات الدينية التي كُلِّف بها، وطلب مرضاته بنُصرة أوليائه، وإباحة إيقاع الأذى والانتقام بمن انحرف عن دينه، وكذّب رسله، وعصاه. وبناءً على ذلك، رأى من الحكمة أن يحث واصفًا... على أن يسير هذا العام إلى أرض أعداء الله، من الروم، لخوض حملة عسكرية... | الاستيلاء على الفرورية |
| — مُقتطف من بيان المنتصر للحملة (مُترجم من المصدر الإنجليزي). | |                        |

وكان من المقرر أن تكون الحملة حدثًا كبيرًا. كان من المقرر أن يقود وصيف ما يزيد على عشرة آلاف جندي، الذين يتألفون من الجيش النظامي والموالي والشاكرية. بالإضافة إلى ذلك، أمر المنتصر بحملة تجنيد لكسب المتطوعين للحملة. في 13 آذار 862 صدر إعلان يعلن الحملة؛ ووصف الحملة القادمة بأنها جهاد وأشاد بوصيف باعتباره قائدًا رائعًا وخادمًا مخلصًا للخليفة.
وُزع الضباط على أدوار محددة في الجيش؛ حيث عُين مزاحم بن خاقان على الطليعة، ومحمد بن رجاء على الحرس الخلفي، والسندي بن بختشة على الجناح الأيمن، ونصر بن سعيد المغربي على آلات الحصار. وقد عُين أبو الوليد الجريري البجلي لإدارة نفقات الجيش والإشراف على توزيع الغنائم. وُضع جدول زمني للحملة؛ وكان من المقرر أن يصل وصيف والجيش إلى موقع الحدود في ملطية في 15 حزيران 862 م، وكان من المقرر أن يغزوا الأراضي البيزنطية في الأول من تموز. بعد مهاجمة المواقع البيزنطية طوال الصيف، كان على وصيف أن يبقى على الحدود ويشن حملات إضافية على مدى السنوات الأربع التالية، حتى يتلقى تعليمات أخرى من الخليفة.

## الحملة
وبعد أن أكملوا استعداداتهم للحملة، غادر وصيف وجيشه إلى الحدود البيزنطية في أوائل عام 862. وعند وصولهم إلى الجانب الشامي من منطقة الحدود (الثغور)، أقاموا معسكرهم هناك استعدادًا لغزواتهم في الأراضي البيزنطية.
لكن قبل أن تُتاح لوصيف فرصة تحقيق أي تقدم جدي ضد البيزنطيين، طغت الأحداث التي وقعت في العاصمة على حملته. وبعد حكم دام ستة أشهر فقط، توفي المنتصر في بداية شهر يونيو/حزيران، إما بسبب المرض أو السم. وبعد وفاته اجتمع الوزير أحمد بن الخصيب ومجموعة صغيرة من كبار القادة الأتراك وقرروا تعيين المستعين خليفةً بدلًا منه. وقد عرضوا قرارهم على الأفواج العسكرية السامرائية، وتمكنوا في نهاية المطاف من إجبار الجنود على أداء قسم الولاء لمرشحهم.
ولم يؤد مقتل المنتصر إلى انتهاء الحملة العسكرية بشكل فوري. وعندما علم وصيف بوفاة الخليفة، قرر الاستمرار في العملية، وقاد قواته إلى الأراضي البيزنطية. وتقدم الجيش نحو قلعة بيزنطية تسمى الفرورية في منطقة طرسوس. هُزِم المدافعون عن القلعة، واستولى المسلمون على الحصن.
في نهاية المطاف، أدّى تغيير الحكومة في سامراء إلى إنهاء الحملة بشكل مبكّر. إذ لم يكن بإمكان وصيف تجاهل اعتلاء المستعين للخلافة إلى أجل غير مسمّى؛ فبعد أن فاتته فرصة المشاركة في اختيار الخليفة الجديد، بات عليه أن يضمن حماية مصالحه في العاصمة. ونتيجة لذلك، قرّر التخلّي عن الجبهة البيزنطية، وبحلول عام 863 كان قد عاد إلى سامراء.

## العواقب
وفي العام التالي للحملة، حقق الجيش البيزنطي نجاحات كبيرة على الحدود، فهزم المسلمين في معركة لالاكيون الحاسمة وقتل القائدين المخضرمين عمر بن عبد الله وعلي بن يحيى.

## ملحوظات
1. ↑  Bosworth, "al-Muntasir," p. 583
2. ↑  Kennedy, 266-68
3. ↑  Gordon, pp. 88-91
4. ↑  Al-Tabari, v. 34: p. 204; Ibn al-Athir, p. 111. Al-Mas'udi, p. 300, states that al-Muntasir ordered the campaign to disperse the Turkish army and remove them from Samarra.
5. ↑  Tor, p. 95 & n. 52
6. ↑  Al-Tabari, v. 34: p. 208
7. ↑  Al-Tabari, v. 34: p. 209. According to Ibn al-Athir, p. 111, the number was twelve thousand. Al-Mas'udi, p. 300, says only that Wasif was put at the head of a "great multitude."
8. ↑  Al-Tabari, v. 34: p. 209; Ibn al-Athir, pp. 111-12
9. ↑  Al-Tabari, v. 34: pp. 206-09
10. ↑  Gordon, pp. 91, 130-31
11. ↑  Al-Tabari, v. 34: pp. 205-06; Ibn al-Athir, p. 111
12. ↑  Al-Tabari, v. 34: p. 209; Ibn al-Athir, p. 112
13. ↑  "Thughūr al-Shāmiyyah," the Syrian frontier. The thughūr or forward frontier zone stretched along the northern regions of both Syria and the Jazira; Bonner, p. 17
14. 1 2  Al-Tabari, v. 35: pp. 7-8; Ibn al-Athir, p. 119
15. ↑  Gordon, p. 90; al-Tabari, v. 35: pp. 1-5
16. 1 2  Al-Mas'udi; p. 300
17. ↑  Gordon, pp. 91, 220 n. 189; al-Tabari, v. 35: p. 11
18. ↑  Jenkins, pp. 162-63; al-Ya'qubi, p. 606; al-Tabari, v. 35: pp. 9-10